# نازنین آقاخانی
نازنین آقاخانی (زادهٔ ۲ اردیبهشت ۱۳۵۹ برابر با ۲۲ آوریل ۱۹۸۰، وین) رهبر ارکستر و آهنگ‌ساز اتریشی ایرانی‌الاصل است.

## زندگی
نازنین آقاخانی در سال ۱۳۵۹ در خانواده‌ای با نَسَبِ ایرانی متولد شد. از هشت‌سالگی درس‌هایی از پیانو گرفت. از دوازده‌سالگی نواختنِ پیانو کلاسیک را در کنسرواتوار وین با کارل بارت و سپس با مِیرا فارکاس آموخت. در همان سن، هارمونی، کنترپوان، و رهبریِ ارکستر را نزدِ توماس کریستیان داوید فراگرفت و سپس در جوانی، در همین رشته‌ها در دانشگاه موسیقی و هنرهای نمایشی وین و زیر نظر اِروین آتسِل و لئوپلد هاگِر به تحصیل پرداخت. پس از آن، در کالج سلطنتیِ موسیقی در استکهلم، نزدِ یورما پانولای‏ فنلاندی شاگردی کرد. آقاخانی در استکهلم نزدِ بیل برونسون و فرِدریک هِدِلین با موسیقی الکتروآکوستیک آشنا شد.

### ورود به دنیای حرفه‌ای موسیقی
او در سال ۲۰۰۸ تحصیلات کارشناسی ارشد را در رشتهٔ رهبریِ ارکستر و اپرا، با امتیاز بالا، در آکادمی سیبلیوس و به راهنمایی لَیف سِیِرستام به پایان رساند.
آقاخانی در سوئد، چندی در ارکسترهای جوانان تدریس کرده و قطعاتی از خود را نیز در جاهای مختلفِ اروپا اجرا کرده‌است. او در سال ۲۰۰۷، به‌عنوان رهبر ارکستر، در جشنوارهٔ موزیکا نووا در هلسینکی شرکت کرد و در سال‌های ۲۰۰۸ و ۲۰۰۹ نیز به این جشنواره دعوت شد.
در سال ۲۰۰۸، آقاخانی اولین اجرای آثاری از آهنگ‌سازان جوان اروپایی را در جشنوارهٔ موسیقی معاصرِ «وین مدرن» به انجام رساند. همچنین، او عضو هیئت داوران «جشنوارهٔ موسیقی آونگ نوردیسک» در ارائهٔ آثارِ آهنگ‌سازان جوان اسکاندیناویایی بود. او در اتریش نیز، در اجرای اپرای دون ژوان موتسارت، دستیارِ رهبر ارکسترِ جشنوارهٔ زالتسبورگ بود.
آقاخانی در سال ۲۰۱۰/۱۳۸۹، درحالی که باردار بود به‌عنوان رهبر ارکستر چند جلسه با ارکستر سمفونیک تهران تمرین کرد؛ اما ارکستر سمفونیک تهران به رهبری وی اجازه اجرای عمومی نگرفت.
از ۲۰۱۰ تا ۲۰۱۲، او نخستین رهبر ارکسترِ زن در ارکسترسمفونیکِ آکادمیکِ مونیخ آلمان بود.
نازنین آقاخانی، افزون بر رهبری و نوشتن، چندین آلبوم موسیقی از آهنگ‌های خود را، به‌عنوان پیانیستِ تک‌نواز، به‌صورت بداهه‌نوازی ضبط کرده‌است. این آلبوم‌ها عمدتاً توسطِ شرکت پیانوسازیِ بوزندورفر ضبط شده‌اند.